# 蜂斗菜属
蜂斗菜属（学名：Petasites）是菊科下的一个属，为多年生草本植物。该属共有约15种，分布于北温带。